# Al nouălea cerc
Al nouălea cerc (în sârbocroată Девети круг, transliterat: Deveti krug) este un film iugoslav din 1960 regizat de France Štiglic. Povestea se învârte în jurul lagărului de concentrare croat al Ustașa numit „Al nouălea cerc”, inspirat de infamul lagăr de concentrare de la Jasenovac. A fost nominalizat la Premiul Oscar pentru cel mai bun film străin. De asemenea, a fost înscris în competiție la Festivalul Internațional de Film de la Cannes din 1960.

## Rezumat
La începutul anilor 1940, în urma invaziei naziste a Iugoslaviei și a înființării statului croat marionetă condus de Ustașa, cetățenii din Zagreb se confruntă cu numeroase greutăți. Populația evreiască, în special, suferă persecuții severe și este vizată de exterminare.
Pentru a o salva pe Ruth, o fată evreică, din ghearele naziștilor și a colaboratorilor acestora, o familie croată-catolică orchestrează căsătoria acesteia cu tânărul lor fiu, Ivo. Cu toate că Ivo înțelege necesitatea acestui aranjament, el este profund întristat de sfârșitul brusc al tinereții sale lipsite de griji. Inițial, el pare să o disprețuiască pe Ruth, respingând-o ca pe „un copil” și continuă să petreacă timp cu prietena sa apropiată, Magda, pentru care nutrește și sentimente romantice. Cu toate acestea, când află de căsătoria lui Ivo, Magda se îndepărtează de el. Un incident la beție la petrecerea burlacilor a lui Ivo încordează și mai mult relația, lăsându-l frustrat și provocând o explozie emoțională la întoarcerea acasă. Acest lucru o face pe Ruth să fugă noaptea pe străzi, unde aproape se expune unei patrule în trecere înainte de a fi salvată de tatăl lui Ivo.
Ivo își dă seama de comportamentul său nesăbuit, egoist și periculos și începe să formeze o legătură emoțională mai strânsă cu Ruth, petrecând timp cu ea și chiar ducând-o într-un parc, în ciuda interdicției evreilor de a face acest lucru. Cu toate acestea, situația lor se înrăutățește atunci când un membru al Ustașa o umilește pe Ruth în public. Zvonko, unul dintre colegii lui Ivo care s-a alăturat Ustașa, răspândește vestea. Mai târziu, Zvonko îl bate pe Ivo în clasă și îi pune pe haină semnul „Židovi”, cuvântul croat pentru evreu. Ruth, martoră la eveniment, este îngrozită, iar Ivo încearcă să o liniștească, zicând că este „doar o literă”. În plus, el îi face cadou un parc în miniatură pentru a compensa incapacitatea ei de a-l vizita pe cel adevărat.
În timpul unei alerte de bombardament, Ruth profită de ocazia rară de a se aventura singură, dar este devastată când descoperă numele tatălui ei pe un avizier, ceea ce înseamnă execuția lui. Copleșită de durere, izbucnește în lacrimi. În timp ce oamenii revin în stradă după alarmă, un ofițer o întreabă pe Ruth despre identitatea sa, ceea ce duce la arestarea ei atunci când îi spune un nume de familie fals.
Incapabil să o găsească pe Ruth, Ivo decide să se strecoare în lagărul de concentrare local fără voia părinților săi. După ce a discutat cu deținuții, află că Ruth se află în al nouălea cerc, cunoscut și ca „haremul”. Când se apropie de centrul lagărului, se întâlnește cu Zvonko, acum gardian, care încearcă să-i prezinte viața în lagăr într-un mod pozitiv. Ei sunt martori cum un grup de copii sunt încărcați într-o dubă de gazare, ceea ce îl îngrozește pe Ivo. Zvonko îl informează pe Ivo că femeile din al nouălea cerc vor fi executate în acea noapte și îi sugerează să-și ia la revedere de la Ruth. Acest lucru îl face pe Ivo să se lupte cu Zvonko, lăsându-l inconștient.
În interiorul celui de-al nouălea cerc, Ivo este martor la o scenă grotească în care ofițeri Ustașa dansează crunt cu femei îngrozite. Observând-o pe Ruth, Ivo o salvează, apoi cei doi se ascund într-un turn de pază, plănuind să evadeze la miezul nopții în timpul unei întreruperi planificate a curentului electric. Totuși, când vine momentul, Ruth, încă desculță, nu poate trece de gard. În ciuda faptului că se poate salva, Ivo alege să rămână cu ea. Filmul se încheie cu o imagine a unui reflector care se aprinde din nou, sugerând soarta tragică atât a lui Ruth, cât și a lui Ivo.

## Distribuție
- Boris Dvornik – Ivo Vojnović
- Dušica Žegarac⁠(d) – Ruth Alakalaj
- Dragan Milivojević⁠(d) – Zvonko
- Branko Tatić – tatăl lui Ivo
- Ervina Dragman⁠(hr)[traduceți] – mama lui Ivo
- Beba Lončar – Magda
- Vera Misita⁠(hr)[traduceți] – Tetka

## Recepție critică
Al nouălea cerc a fost nominalizat atât la Palme d'Or la Festivalul de Film de la Cannes, cât și la Premiul Oscar la categoria Cel mai bun film străin.
Filmul a fost lansat în peste 30 de țări, inclusiv în Statele Unite, Uniunea Sovietică, Franța, Italia, Marea Britanie, Germania, Israel, Argentina, Australia și Japonia.
Baza de date a Asociației Croate de Film descrie Al nouălea cerc drept „cea mai frumoasă și mai emoționantă melodramă de război a cinematografiei croate”. În 1999, un sondaj al criticilor de film croați a considerat că acesta este unul dintre cele mai bune filme croate realizate vreodată.
Comentatorul contemporan Jurica Pavičić crede că Al nouălea cerc este „cel mai important film croat despre Holocaust”, subliniind că este prima recunoaștere a existenței lagărului de la Jasenovac în întreaga cinematografie croată. Totuși, el numește filmul „expresiv de modă veche”, menționând că, dintr-o perspectivă modernă, experiența de vizionare pare „arhaică”, mai ales în ceea ce privește aspecte precum compoziția filmărilor și coloana sonoră nepotrivit de ostentativă. Poziția filmului ca reper în istoria cinematografiei balcanice rămâne însă de necontestat.